# Палмдейл
Палмдейл (на английски: Palmdale) е град в окръг Лос Анджелис, щата Калифорния, САЩ. Палмдейл е с население от 147 897 жители. (2008 г.), а общата му площ е 272,20 км² (105,10 мили²). Палмдейл има статут на град от 24 август 1962 г.
Разположен е на 810 метра надморска височина в долината Антилоуп Вали.
В Палмдейл са заснети някои филми като Терминалът с Том Хенкс и поредицата Карибски пирати: Карибски пирати: Проклятието на черната перла и Карибски пирати: Сандъкът на мъртвеца с Джони Деп.